# Гранби (Колорадо)
Гранби (англ. Granby) — крупнейший город в округе Гранд, штат Колорадо, США. Гранби расположен у шоссе № 40, в 137 км к западу от Денвера. Согласно данным Бюро переписи населения, численность населения города в 2009 году была 1633 человек.
Город основан в 1904 году. Назван в честь Грэнби Хилайера, юриста из Денвера.

## Национальный состав

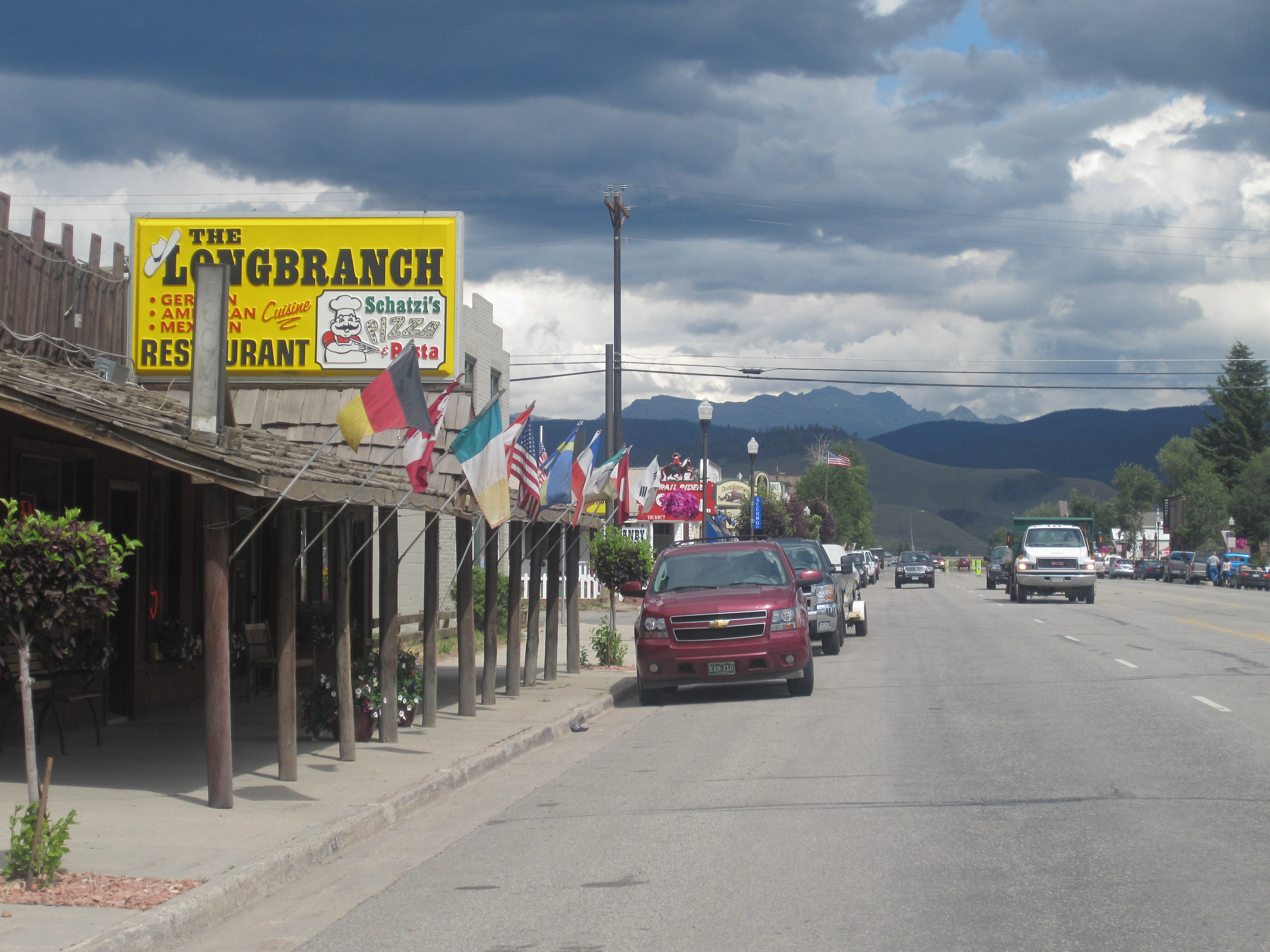
Гранби

| 96,26 % | Белые                         |
| 0,46 %  | Чёрные                        |
| 0,26 %  | Индейцы                       |
| 0,98 %  | Азиаты                        |
| 0,07 %  | Жители тихоокеанских островов |
| 1,44 %  | Другие расы                   |
| 0,52 %  | Смешанные расы                |
| 3,61 %  | Латиноамериканцы              |

## Мировая известность
Мировую известность город приобрел в связи с поступком Марвина Химейера, который после длительного конфликта с компанией Mountain Park (цементный завод) по поводу территории, на которой находилась его мастерская, оборудовал свой бульдозер Komatsu D355A-3 броней и разрушил 13 административных зданий (в том числе все здания, принадлежавшие пресловутому цементному заводу), после чего покончил жизнь самоубийством. Это происшествие получило известность в СМИ и в интернете как «Война Марвина Химейера», а его бульдозер как KillDozer. Общий ущерб, причинённый городу, составил около 7 млн долларов, заводу компании Mountain Park около 2 млн долларов.
Так же в городе родилась одна из известнейших моделей мира и нынешний «ангел» Victoria's Secret — Тейлор Мари Хилл.